# Takao Orii
Takao Orii (折井 孝男) és un exfutbolista i entrenador japonès. Va dirigir la selecció femenina de futbol del Japó (1984).